# Geoinformática
La geoinformática es la ciencia y la tecnología que desarrolla la infraestructura de ciencia de información en usos de problemas de geografía, cartografía, geociencias y demás ramas relacionadas de ciencia e ingeniería.

## Visión general
La geoinformática ha sido descrita como "la ciencia y la tecnología que trata la estructura y carácter de la información espacial, su captura, su clasificación y calificación, almacenamiento, procesamiento, retrato y diseminación, incluyendo la infraestructura necesaria para asegurar un óptimo uso de esta información" o "el arte, la ciencia y la tecnología que trata de la adquisición, almacenamiento, procesado, presentación y difusión de geoinformación".
La geomática es un término parecido, utilizado para denominar y abarcar la geoinformática, pero geomática se centra más bien en la agrimensura. La geoinformática tiene en su núcleo las tecnologías que apoyan los procesos de adquirir, analizar y visualizar datos espaciales. Ambos, geomática y geoinformática, se vinculan estrechamente con las teorías e implicaciones prácticas de la geodesia.
La Geografía y las Ciencias de la Tierra confían cada vez más en datos espaciales digitales adquiridos remotamente. Las imágenes se analizan por sistemas de información geográfica (GIS) y se visualizan en papel o pantalla de ordenador.
La geoinformática combina análisis geoespacial y modelado, desarrollo de bases de datos geoespaciales, diseño de sistemas de información, interacción ordenador-humano, usando ambas las tecnologías inalámbricas. Así mismo, usa la geocomputación y geovisualización para analizar geoinformación.

Ramas de la geoinformática:

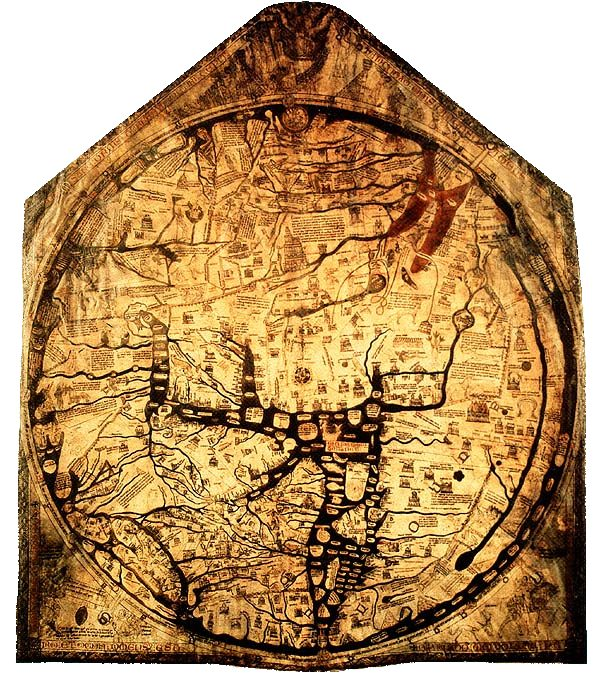
Cartografía
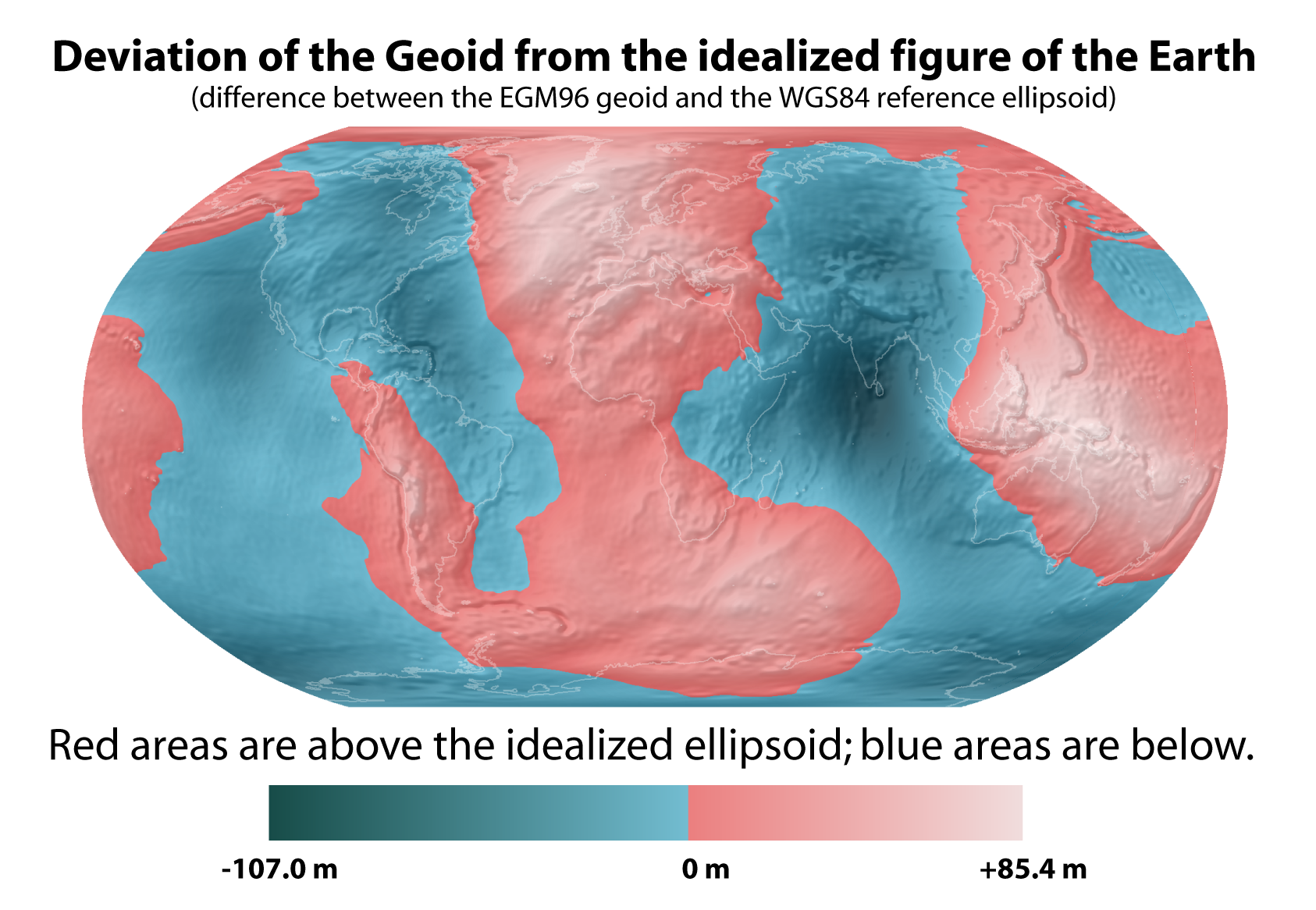
Geodesia
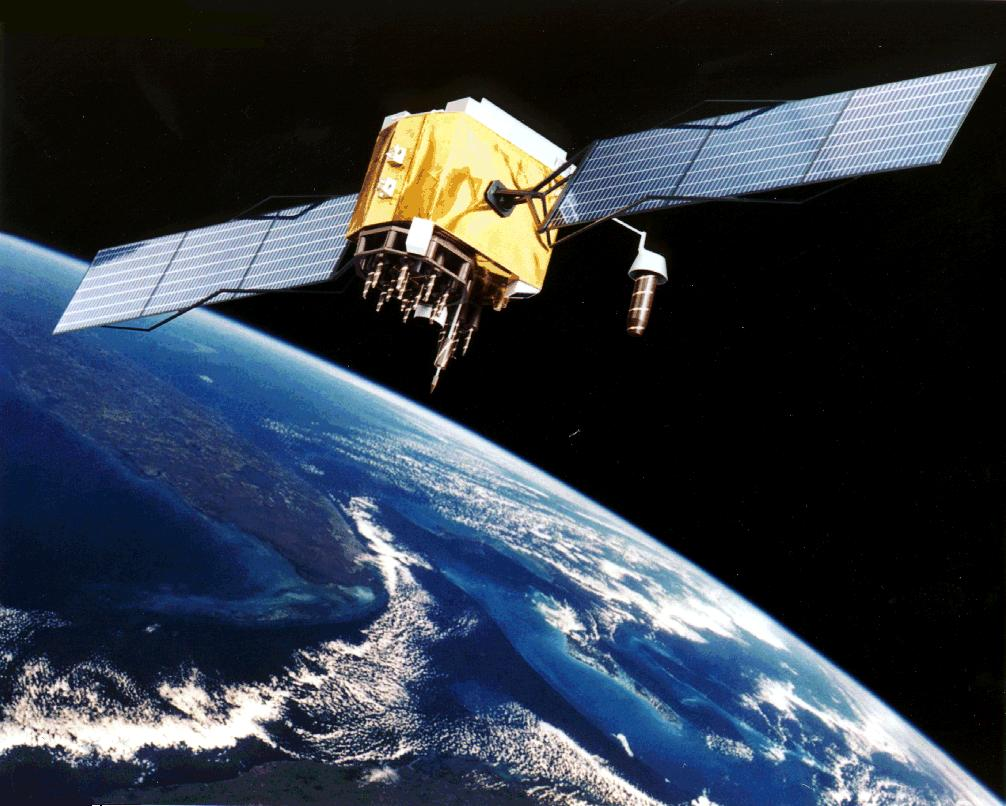
Sistemas satelitales de Navegación globales
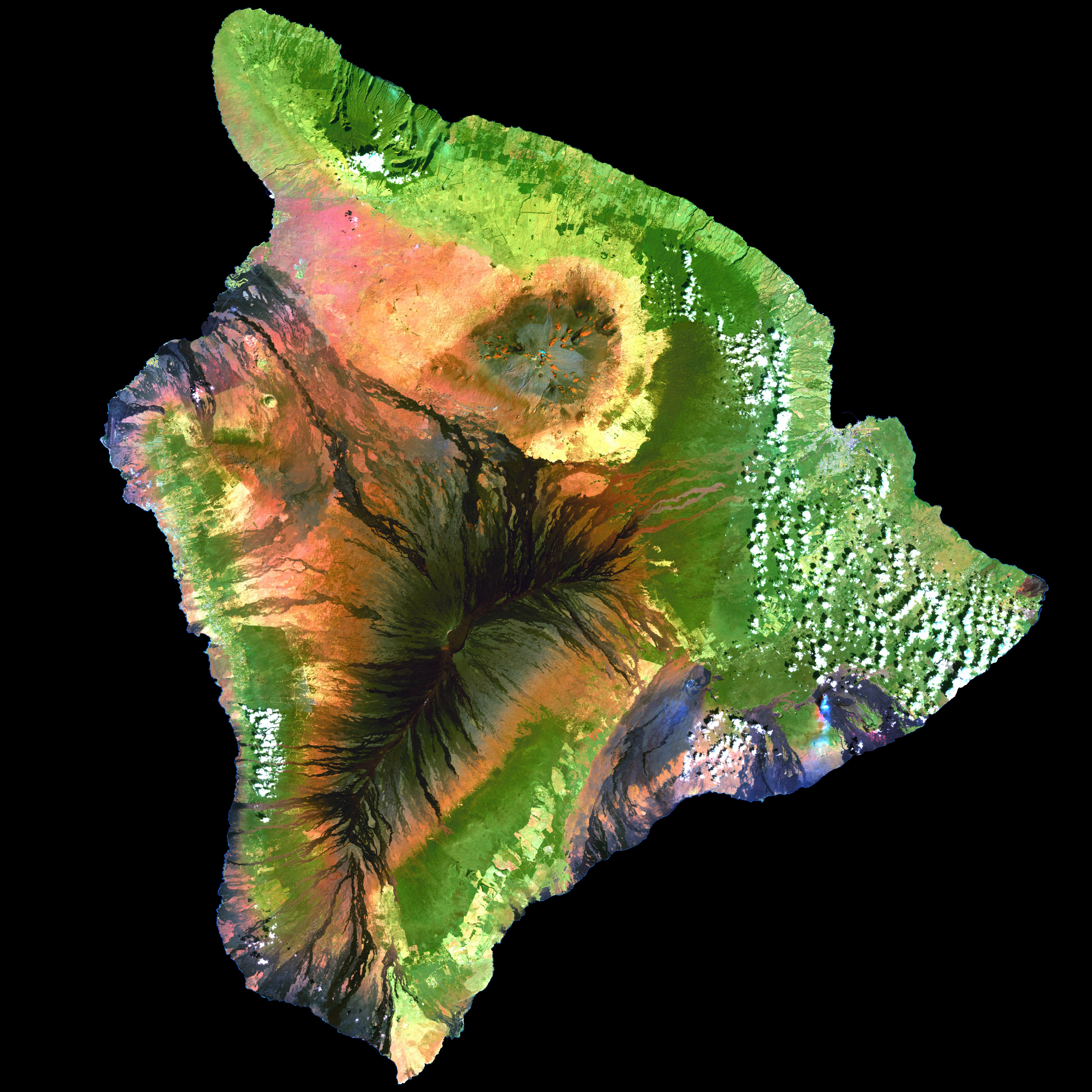
Sensores remotos
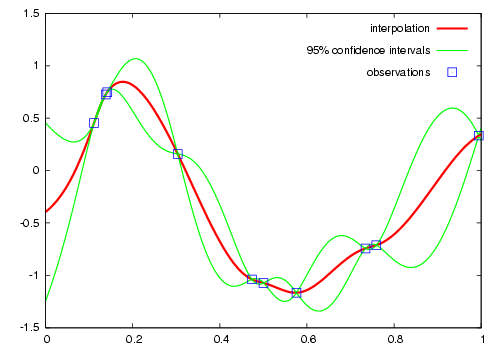
Análisis espacial
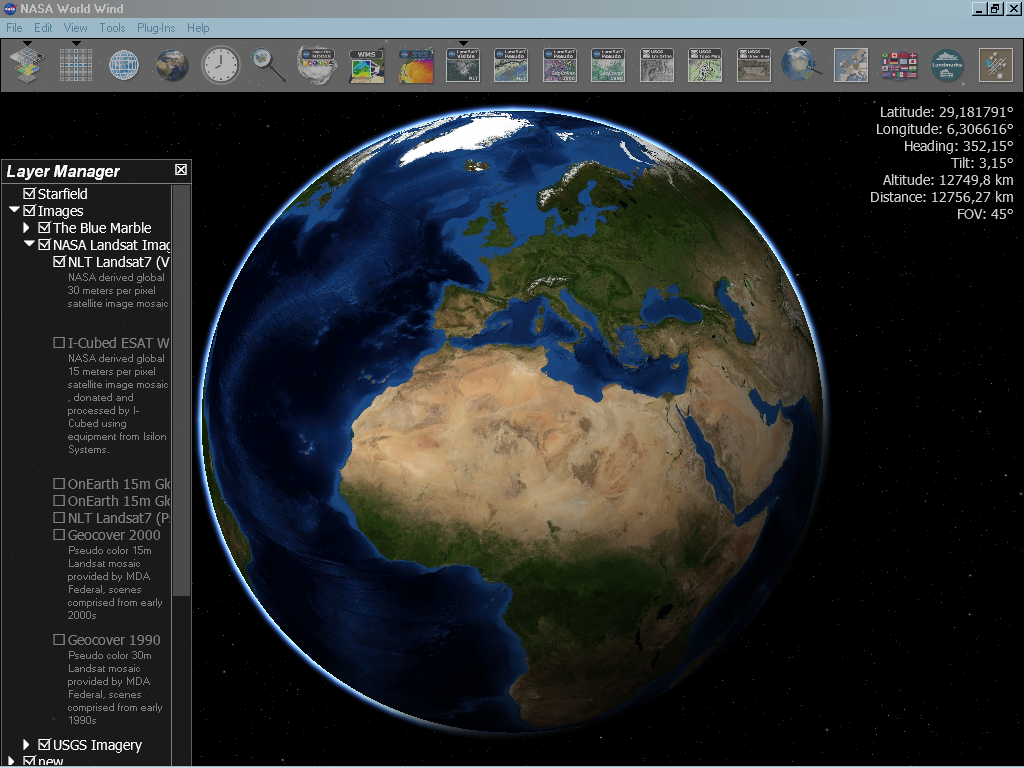
Mapeo web

## Estudios geoinformáticos
Los estudios en este campo suelen hacerse con soporte global y local ambiental, de energía y de programas de seguridad. La Ciencia de la Información Geográfica y el Grupo de Tecnología del Lab Nacional de Roble Ridge se realiza con varios Departamentos y Agencias del gobierno que incluyen al Departamento de Estados Unidos de Energía. Es actualmente el único Grupo en el Departamento de Estados Unidos de Energía (Sistema de Laboratorio Nacional) para focalizar teorías adelantadas y búsqueda de aplicaciones en este campo. Hay también mucha investigación interdisciplinaria en geoinformática en los campos que incluyen informática, tecnología de información, ingeniería de software, biogeografía, geografía, conservación, arquitectura, análisis espacial y reforzamiento del aprendizaje.

## Aplicaciones
Muchos campos se benefician de la geoinformática, incluyendo planificación urbana y rural, administración de uso, sistemas de navegación automovilística, globos virtuales, salud pública, administración de diccionarios geográficos, análisis y modelado ambiental, ejército, planificación de red del transporte y administración, agricultura, meteorología y cambio climático, oceanografía y acople oceánico y modelización atmosférica, planificación de sitios empresarial, arquitectura y reconstrucción arqueológica, telecomunicaciones, criminología y simulacro de delito, aviación, conservación de biodiversidad y transporte marítimo.
La importancia de la dimensión espacial en evaluar, controlar y modelizar diversos asuntos y problemas relacionados con la administración sostenible de recursos naturales está reconocida en todo el mundo. La geoinformática deviene en tecnología muy importante en decisiones de fabricantes a través de una gama grande de disciplinas, industrias, sector comercial, agencias ambientales, gobiernos nacionales y locales, búsqueda, mapeo y encuestas nacionales organizaciones, organizaciones Internacionales, Naciones Unidas, servicios de emergencia, epidemiología y salud públicas, mapeo de delito, transporte e infraestructura, industrias de tecnología de la información, empresas de GIS, agencias de administración ambiental) industria turística, compañías de utilidad, análisis de mercado y comercio electrónico, exploración mineral, etc. Muchas agencias de gobierno y no gubernamentales empezaron a utilizar datos espaciales para gestionar sus actividades tecnológicas.